# Schleswig (ville)
Pour les articles homonymes, voir Schleswig.
Schleswig (en danois : Slesvig) est une ville du nord du Schleswig-Holstein, en Allemagne. La ville est le chef-lieu et la plus grande ville de l'arrondissement de Schleswig-Flensbourg. La commune a le statut officiel de ville. 

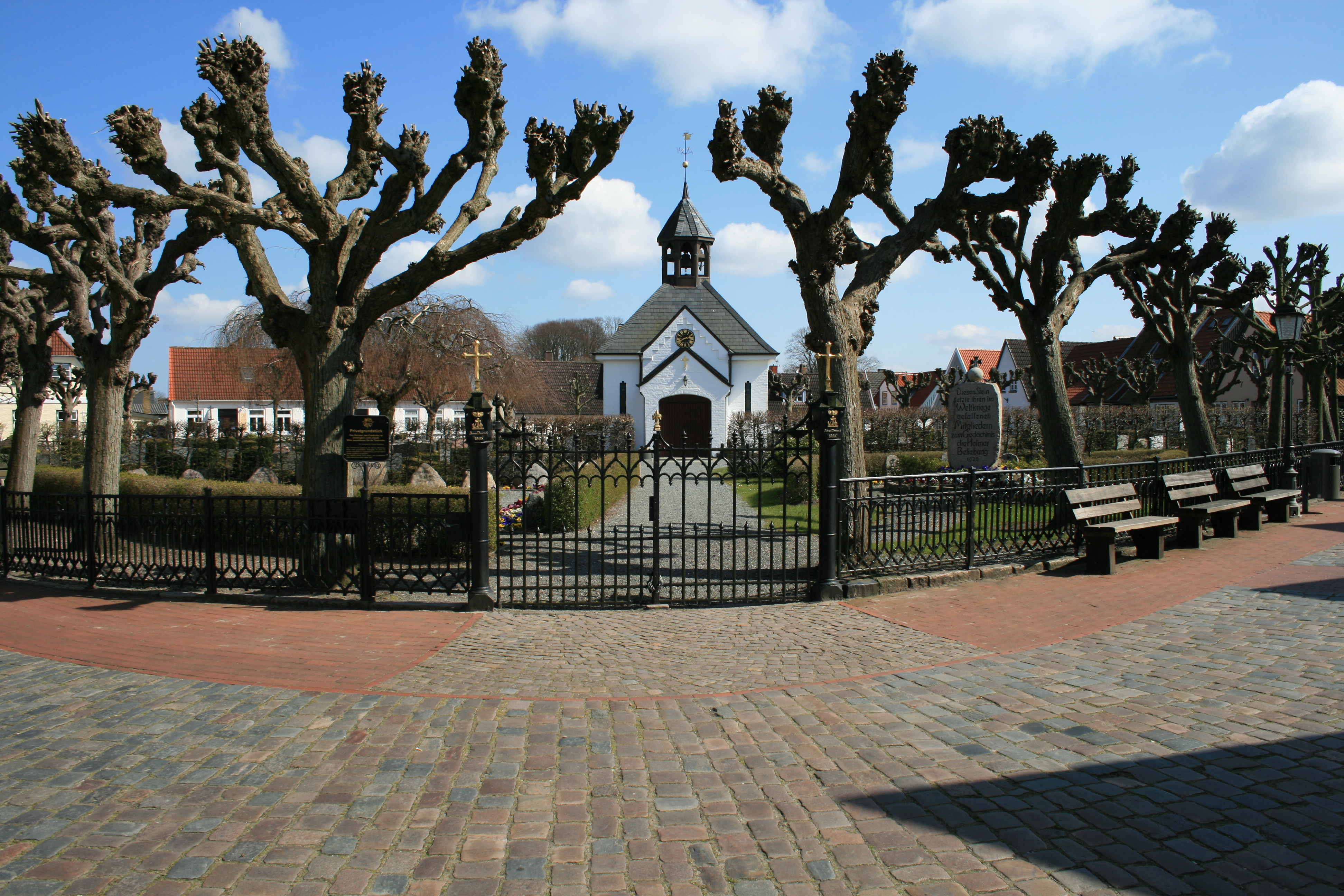
Chapelle à Holm.

Un des quartiers de Schleswig, Holm, est réputé pour l'originalité de ses maisons. Ce quartier de pêcheurs date de l'an mille.

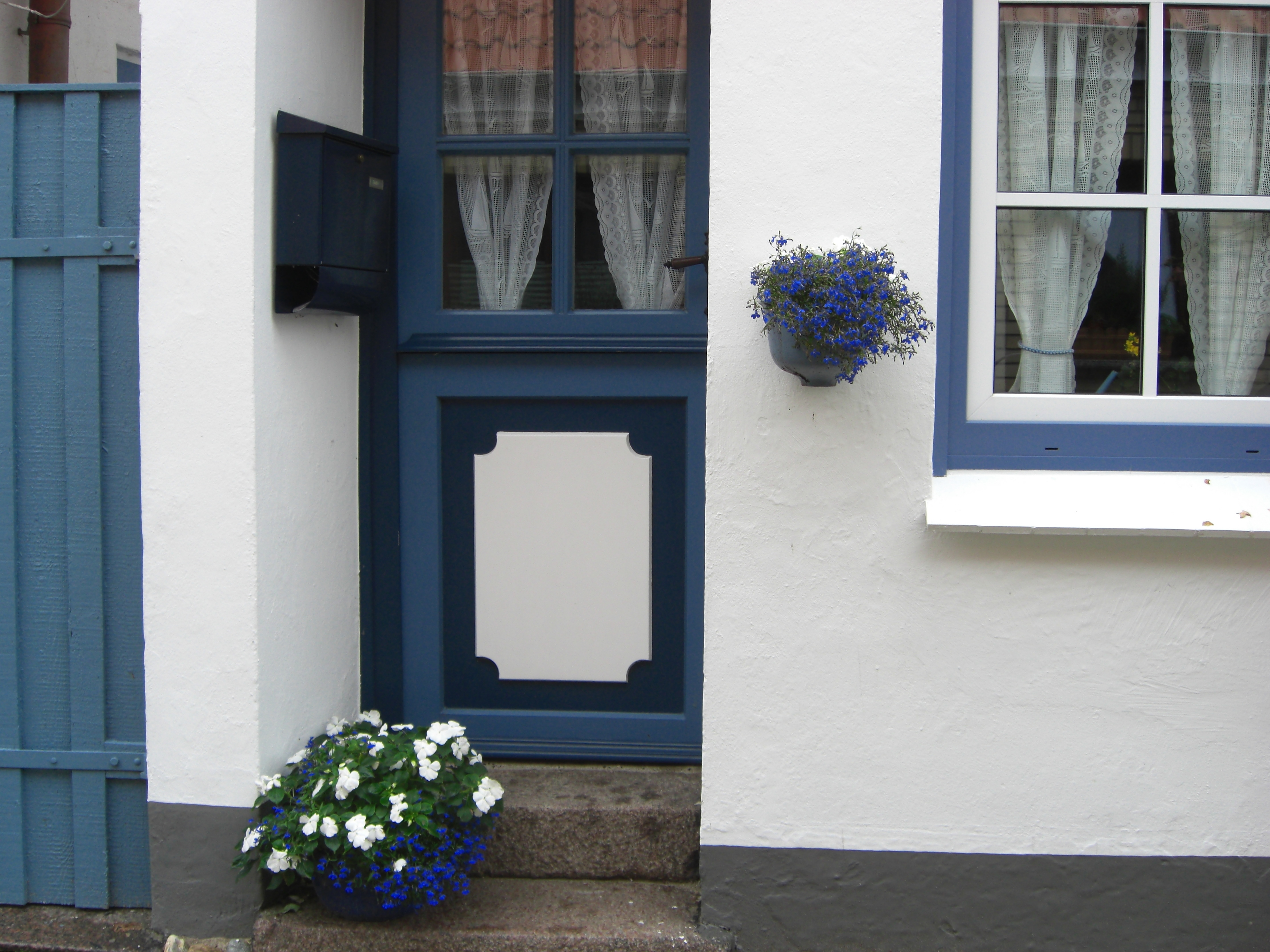
Porte bleue Süderholmstrasse.

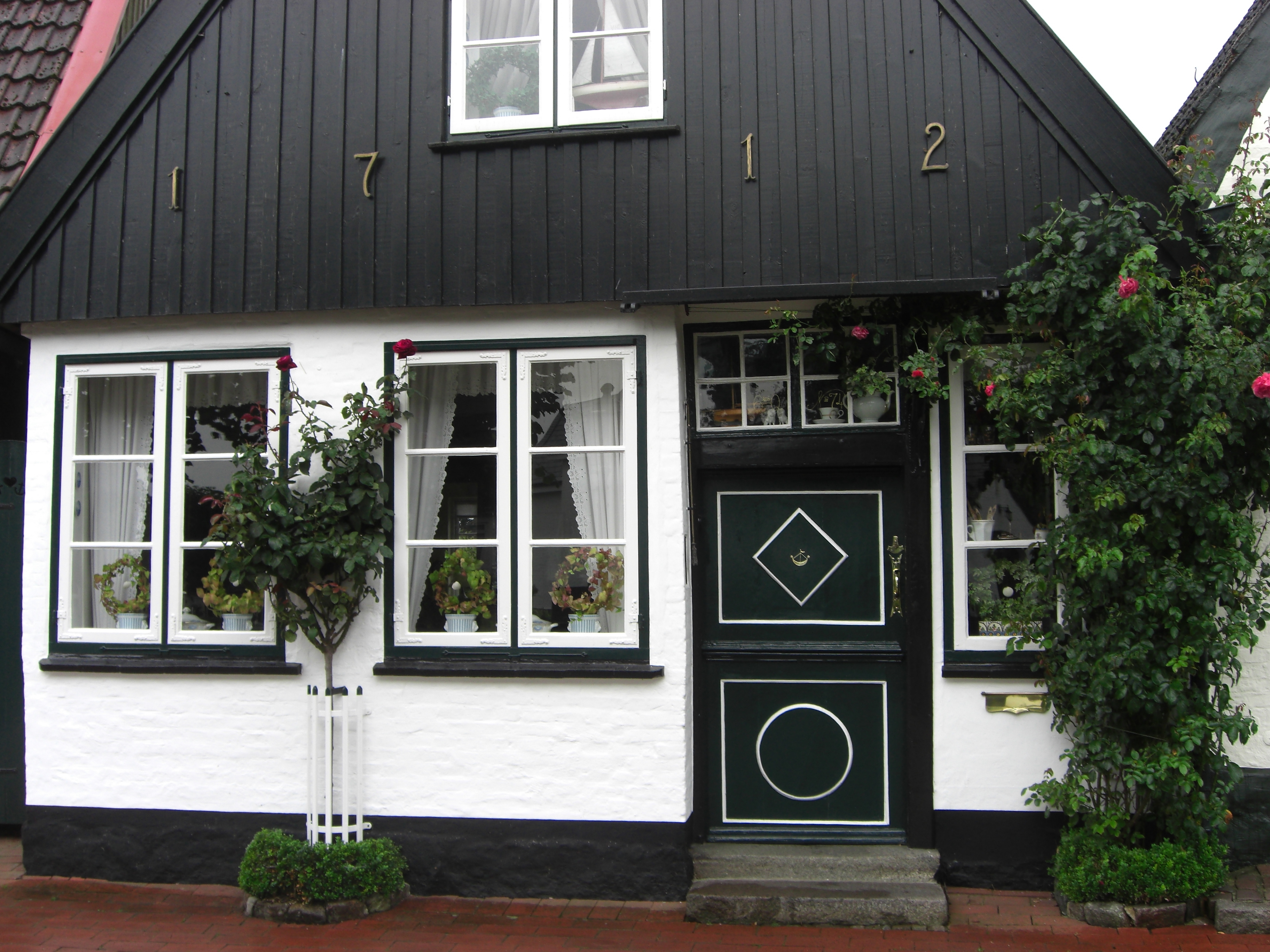
Maison bâtie en 1712 dans la Süderholmstrasse.

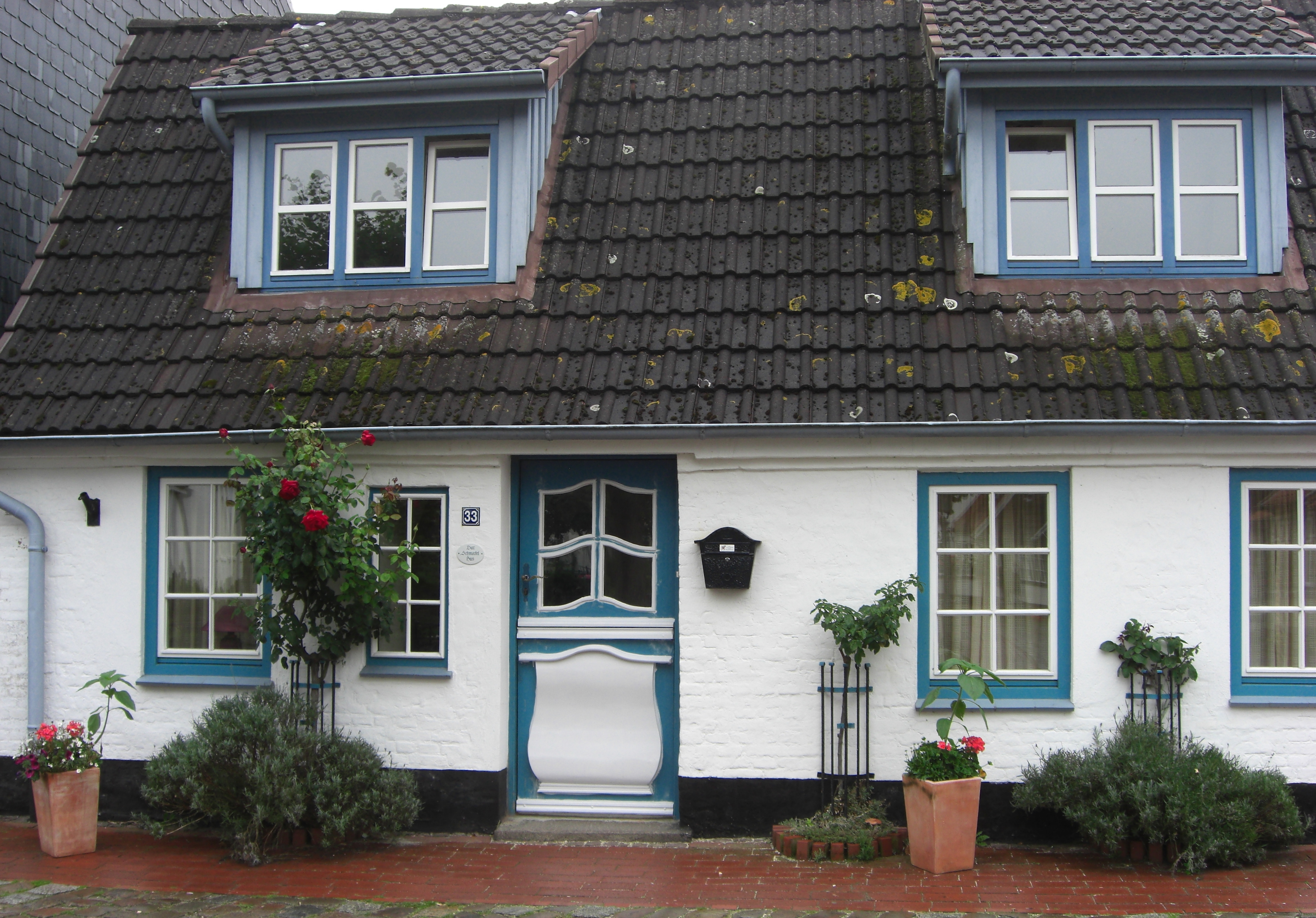
Maison Süderholmstrasse.

## Toponymie
Au haut Moyen Âge, la ville est appelée Sliaswic ou Sliesthrop. Le premier élément (Slias- et Slies-) des deux toponymes se réfère à la Schlei qui s'étend entre Schleswig et la mer Baltique.
Le deuxième terme de Sliaswic vient du proto-germanique occidental *wīk, qui a fait converger le latin vīcus (“village”), emprunté et le proto-germanique occidental *wīhs (“village, habitation”), lui même hérité du proto-germanique *wīhsą, tous les deux dérivés du proto-indo-européen *weyḱ- (“village”).
Le deuxième terme de Sliesthrop vient du proto-germanique occidental *þorp, hérité du proto-germanique *þurpą (“village, habitation rurale ; rassemblement de personnes”).
En danois, la ville est appelée Slesvig et Schleswig en allemand.

## Histoire
| Appartenances historiques Duché de Schleswig 1268-1544 Duché de Schleswig-Holstein-Gottorp 1544-1720 Duché de Schleswig 1720-1866 Royaume de Prusse (Province du Schleswig-Holstein) 1866-1918 République de Weimar 1918-1933 Reich allemand 1933-1945 Allemagne occupée 1945-1949 Allemagne 1949-présent |

## Monuments
La ville abrite une cathédrale, construite à partir du XIIIe siècle, dont la flèche, achevée en 1894, atteint 112 m de hauteur.
Le château de Gottorf, construit entre 1697 et 1703, est une ancienne résidence des ducs de Schleswig.

## Personnalités
- Herman Wilhelm Bissen, sculpteur, est né à Schleswig en 1798.
- Hans von Seeckt, né à Schleswig en 1866, était un général allemand.
- Hermann-Bernhard Ramcke (1889-1968), général allemand de la Seconde Guerre mondiale

## Jumelages
- Mantes-la-Jolie (France) depuis 1958 ;
- District londonien de Hillingdon (Royaume-Uni) depuis 1958 ;
- Vejle (Danemark) depuis 1977 ;
- Waren (Müritz) (Allemagne) depuis 1990.